# Fiat 3000
Fiat 3000 – pierwszy masowo produkowany włoski czołg lekki, który w przeciwieństwie do będącego autorską konstrukcją Fiata 2000, był oparty na francuskim czołgu FT-17.

## Historia
Ponieważ Francuzi byli w stanie dostarczyć tylko pojedyncze egzemplarze FT-17, projekt Fiata 3000 ruszył jeszcze w roku 1918, w celu dostarczenia Włochom pojazdów potrzebnych do utworzenia wojsk pancernych. Zakończenie działań wojennych, oraz wewnętrzne problemy Włoch spowodowały przesunięcie ukończenia projektu na rok 1920, oraz zmniejszenie planowanego zamówienia z 1400 sztuk, do jedynie 100. Pierwsze egzemplarze weszły do użytku w 1921 roku, pod nazwą Czołg szturmowy - (wł.). carro d'assalto - Fiat 3000 Model 21.
Fiata 3000 od swojego pierwowzoru odróżniało wiele usprawnień, w tym m.in. zmiana frontowej części pancerza oraz zastosowany w nim silnik. 4-cylindrowa, chłodzona cieczą benzynowa jednostka Fiata o pojemności 6235 cc pozwalała rozwinąć moc 50 KM przy 1700 obr./min. Jego poprzeczne umieszczenie umożliwiło skrócenie kadłuba czołgu o 1,4m, a co za tym idzie zmniejszenie jego masy o półtorej tony.
Pierwsze wersje była uzbrojone w dwa karabiny maszynowe 6,5 mm, a wprowadzony w 1930  Fiat 3000 Model 30 otrzymał działo 37 mm, silniejszy, 63-konny silnik, ulepszone zawieszenie, oraz zmodyfikowany kształt sylwetki komory silnika.

## Zastosowanie bojowe
Swój chrzest bojowy Fiat 3000 przeszedł w lutym 1926 roku, gdy kompania czołgów została wysłana do Libii w celu stłumienia powstania. 07 lutego 1926, wraz z Fiatami 2000 brały udział w zdobyciu oazy Al-Dżaghbub. 

Kilka czołgów wzięło udział w wojnie włosko-abisyńskiej i stanowiło część wojsk, które zajęły Addis Abebę.
W czasie wojny domowej w Hiszpanii brał udział tylko jeden czołg Fiat 3000 i używały go wojska republikańskie.
W momencie dołączenia się Włoch do II wojny światowej Fiaty 3000 ciągle pozostawały w czynnej służbie operując na froncie grecko-albańskim. Były też jednymi z ostatnich czołgów, które starały się odeprzeć inwazję Aliantów  na Sycylię. Dwie stacjonujące tam kompanie ciągle były wyposażone w te czołgi. Jedna z nich wkopała je w ziemię używając ich jako stanowisk ogniowych, druga z nich wzięła udział w bitwie pod Gelą, gdzie zostały odparte przez amerykańską 1 Dywizję Piechoty.

## Użycie w innych krajach
Przestarzała konstrukcja spowodowała, że Fiaty 3000 nie odniosły sukcesu w eksporcie, ale pewna liczba trafiła do użycia w innych krajach:
- Albania – sprzedana została nieznana liczba Modeli 21, wszystkie odzyskano w stanie nienaruszonym podczas inwazji w 1939 roku;
- Dania – po zobaczeniu czołgu w działaniu, w 1928 roku w Turynie kupiono poniżej 10 sztuk za 30 500 koron duńskich, ale już w 1929 wycofano je ze służby, a od 1932 roku służyły jako cel treningowy dla artylerii;
- Etiopia – w 1925 roku sprzedano 1 sztukę Modelu 21, a w 1930 roku 3 sztuki Modelu 30;
- Łotwa – weszła w posiadanie sześciu sztuk Modelu 21 w 1926 roku.